# Odontocolon dreisbachi
Odontocolon dreisbachi là một loài tò vò trong họ Ichneumonidae.